# Tita-Naponé
Pour les articles homonymes, voir Tita (Burkina Faso) et Naponé (homonymie).
Tita-Naponé est une localité située dans le département de Pouni de la province du Sanguié dans la région Centre-Ouest au Burkina Faso

## Géographie
Tita-Naponé traversé par la route nationale 1.

## Éducation et santé
Le centre de soins le plus proche de Tita-Naponé est le centre de santé et de promotion sociale (CSPS) de Tita tandis que le centre médical avec antenne chirurgicale (CMA) se trouve à Réo.
Le village possède une école primaire publique.